# Niwy (Kaliningrad)
Niwy (russisch Нивы, deutsch Kompehnen) ist ein Ort in der russischen Oblast Kaliningrad. Er gehört zum Stadtkreis Baltijsk.

## Geographische Lage
Niwy liegt 26 Kilometer nordwestlich von Kaliningrad (Königsberg) an der Kommunalstraße 27K-255 von Doroschnoje (Kapsershöfen) an der Regionalstraße 27A-016 (ex A193) über Zwetnoje (Kallen) und Tichoretschenskoje (Linkau) nach Kruglowo (Polennen) an der Regionalstraße 27A-013 (ex A192). Bis 1945 war der damals Kompehnen genannte Ort Bahnstation an der Bahnstrecke Fischhausen–Marienhof (russisch: Primorsk–Pereslawskoje) der Fischhausener Kreisbahn.

## Geschichte
Der bis 1946 Kompehnen genannte Ort wurde im Jahre 1310 gegründet und war bis 1945 ein Vorwerk von Kallen (heute russisch: Zwetnoje) und mit dieser Gemeinde in seiner Geschichte auf Engste verbunden. Kallen war von 1874 bis 1945 in den gleichnamigen Amtsbezirk eingegliedert, der bis 1939 zum Landkreis Fischhausen, von 1939 bis 1945 zum Landkreis Samland im Regierungsbezirk Königsberg der preußischen Provinz Ostpreußen gehörte. Zwischen 1786 und 1945 war das Gut Kompehnen im Besitz der Familie von der Goltz, von 1926 bis 1945 war Gert Freiherr von der Goltz der Besitzer.
Im Jahre 1945 kam Kompehnen mit dem nördlichen Ostpreußen zur Sowjetunion. Im Jahr 1950 erhielt der Ort die russische Bezeichnung „Niwy“ und wurde gleichzeitig dem Dorfsowjet Logwinski selski Sowet im Rajon Primorsk zugeordnet. Noch im selben Jahr gelangte der Ort in den Zwetnowski selski sowet und 1959 dann in den Powarowski selski Sowet. Vermutlich 1994 wurde Niwy dem Stadtkreis Baltijsk zugeordnet. Von 2008 bis 2018 gehörte der Ort zur Landgemeinde Selskoje posselenije Diwnoje im Rajon Baltijsk und seither (wieder) zum Stadtkreis Baltijsk.

## Kirche
Die fast ausnahmslos evangelische Bevölkerung Kompehnens war vor 1945 in das Kirchspiel der Pfarrkirche in  Thierenberg (russisch: Dunajewka, nicht mehr existent) eingegliedert und gehörte so zum Kirchenkreis Fischhausen (heute russisch: Primorsk) in der Kirchenprovinz Ostpreußen der Kirche der Altpreußischen Union. Heute liegt Niwy im Einzugsbereich der evangelisch-lutherischen Auferstehungskirche in Kaliningrad (Königsberg) in der Propstei Kaliningrad der Evangelisch-lutherischen Kirche Europäisches Russland.